# Poręba (województwo wielkopolskie)
Poręba – wieś w Polsce położona w województwie wielkopolskim, w powiecie jarocińskim, w gminie Jaraczewo.
W latach 1975–1998 miejscowość położona była w województwie kaliskim.
Zobacz też: Poręba